# موشاوان
موشاوان (به ارمنی: Մուշավան) یک منطقه مسکونی در ارمنستان است که در ایروان واقع شده‌است.